# Victoria Tennant
Victoria Tennant (Londres, 30 de setembro de 1950) é uma atriz inglesa.
Filha de uma bailarina russa e um produtor inglês, teve como padrinho o ator Laurence Olivier. Estudou artes cênicas na Central School of Speech e na University of London. Foi esposa de Steve Martin de 1986 a 1994.
Entre seus inúmeros trabalhos, encontramos:
- Uma pequena participação em The Dogs of War de 1980;[2]
- Em All of Me no papel de Terry Hoskins. Neste filme contracenou com o seu futuro marido Steve Martin;[3]
- No filme L.A. Story em que representou Sara McDowel e novamente contracenando com Steve Martin;[4]
- Em 2008 participou do episódio de "Monk" - Mr. Monk Paints His Masterpiece como Ms. Benson.[5]